# Amsterdam (Nova York)
Amsterdam és una ciutat dels Estats Units d'Amèrica a l'Estat de Nova York. Segons el cens del 2000 tenia 18.355 habitants.

## Demografia
Segons el cens del 2000, Amsterdam tenia 18.355 habitants, 7.983 habitatges, i 4.686 famílies. La densitat de població era de 1.191,1 habitants/km².
Dels 7.983 habitatges en un 26,7% hi vivien nens de menys de 18 anys, en un 39,4% hi vivien parelles casades, en un 14,8% dones solteres, i en un 41,3% no eren unitats familiars. En el 36,2% dels habitatges hi vivien persones soles el 18,9% de les quals corresponia a persones de 65 anys o més que vivien soles. El nombre mitjà de persones vivint en cada habitatge era de 2,26 i el nombre mitjà de persones que vivien en cada família era de 2,93.
Per edats la població es repartia de la següent manera: un 24,3% tenia menys de 18 anys, un 7,5% entre 18 i 24, un 25,8% entre 25 i 44, un 20,2% de 45 a 60 i un 22,2% 65 anys o més.
L'edat mediana era de 39 anys. Per cada 100 dones de 18 o més anys hi havia 80,2 homes.
La renda mediana per habitatge era de 27.517 $ i la renda mediana per família de 37.169 $. Els homes tenien una renda mediana de 31.397 $ mentre que les dones 23.681 $. La renda per capita de la població era de 16.680 $. Entorn del 12,4% de les famílies i el 16,3% de la població estaven per davall del llindar de pobresa.

## Poblacions més properes
El següent diagrama mostra les poblacions més properes.